# Портрет дамы (ван дер Вейден)
«Портрет дамы» — миниатюрный портрет работы нидерландского художника Рогира ван дер Вейдена, написанный приблизительно в 1460 году в технике станковой живописи. Портрет состоит из геометрических фигур, которые формируют вуаль, вырезы платья, лицо и руки модели; свет освещает её лицо и головной убор. Контраст темноты и света увеличивает почти неестественную красоту модели, добавляя ей готической элегантности.

## Предыстория создания
Ван дер Вейден был поглощён портретной живописью к концу жизни и высоко ценился последующими поколениями художников за проницательную передачу характера изображаемого образа. В этой работе покорность женщины передана через её хрупкое телосложение, опущенный взгляд, сжатые пальцы. Многие черты Дамы выдают стремление ван дер Вейдена соответствовать готическим идеалам — узкие плечи, собранные волосы, высокий лоб, сложный головной убор. «Портрет Дамы» — единственный портрет, подписанный ван дер Вейденом, однако имя модели неизвестно.
Несмотря на то, что ван дер Вейден не был сторонником идеализма, он стремился польстить своим моделям. Так, он изображал своих моделей в роскошной одежде, часто с округленными чертами лица, что зачастую выглядит неестественно. В свои картины ван дер Вейден привносит свою особую эстетичность, женщины в его работах очень часто имеют внешнее сходство друг с другом. С 1937 года эта картина хранится в Национальной галерее искусства (Вашингтон). Про этот портрет сказано:«выдающийся среди всех портретов женщин всех школ».

## Описание

Петрус Кристус (1410/1420 — 1475/1476), «Портрет коленопреклоненной донарки» 1455 год, Национальная галерея искусства, Вашингтон. Работы Кристуса оказали большое влияние на ван дер Вейдена в плане экспрессии и цвета

Женщина возрастом около 20 лет изображена по пояс в левый профиль — три четверти на сине-зелёном фоне. Как и во многих других работах ван дер Вейдена, в «Портрете дамы» присутствует нехватка деталей на заднем плане. Возможно, автор использовал тёмный фон для того, чтобы сконцентрировать внимание зрителя на модели, подобно своему современнику — ван Эйку (1395—1441). Прервал эту традицию Ханс Мемлинг (1435—1494), ученик ван дер Вейдена, который стал помещать модель на фоне пейзажа. В «Портрете дамы» же, наоборот, обстановка позволяет зрителю уделить больше внимания лицу модели и её внутреннему самообладанию. Ван дер Вейден сжимает всё внимание зрителя до четырёх главных черт: головного убора женщины, платья, лица и рук. Фон картины темнеет со временем, возможно, что углы, образуемые платьем и атуром, были когда-то более острыми.
На женщине надето элегантное чёрное платье с чёрными тесьмами меха на запястьях и шее. Её одежда выполнена в модном в то время бургундском стиле, который подчёркивает эстетику готического идеала. Её платье стянуто поясом чуть ниже грудей. Окрашенный в мягкие цвета атур покрыт вуалью, которая опускается на плечи модели и касается её рук. Типичная черта ван дер Вейдена — осторожная детализация булавок, фиксирующих вуаль.
Вуаль модели имеет ромбовидные очертания и плавно переходит в жилет, носимый под платьем. Несмотря на то, что дама изображена под небольшим углом, визуально она расположена именно в центре. Такой эффект достигается за счёт смыкающихся линий её рук, выреза платья и вуали. Лицо модели изящно освещено, на её коже не видно контрастов цвета. Визуально вытянутое за счёт прически лицо женщины, выщипанные брови — признаки моды того времени. Волосы зачёсаны назад и прикреплены ободом на оправе атура чуть выше её ушей.
Левое ухо модели, по некоторым оценкам, нарисовано слишком высоко (параллельно глазам, а не носу), возможно, этот приём использован для того, чтобы придать плавность нижней линии правой стороны вуали. В XV веке ношение вуали было признаком скромности, так как вуаль закрывала лицо. Однако, в этом портрете эта деталь направлена на создание противоположного эффекта: она оформляет лицо модели, чтобы привлечь к нему внимание зрителей.

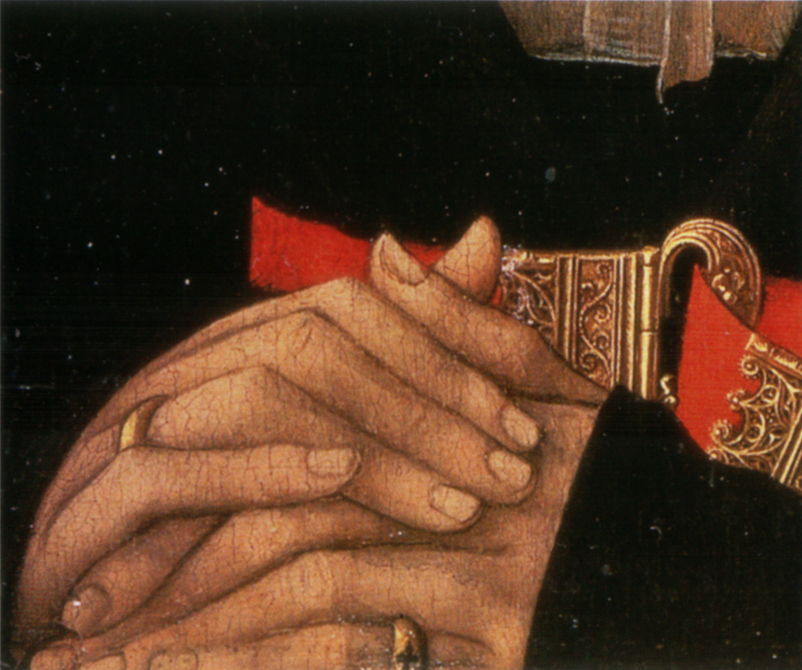
Часть портрета демонстрирует сжатые пальцы и красный пояс дамы

Руки модели сложены как при молитве и расположены в самом низу картины, поэтому кажется, что они служат опорой всему телу модели. Пальцы на руках модели крепко сжаты, возможно для того, чтобы казаться меньше и не отвлекать внимания от лица девушки. Тонкие пальцы модели чётко детализированы — это также одна из черт ван дер Вейдена, который через изображение рук и лица показывал социальное положение своих моделей. Рукава платья опускаются ниже запястий. Изображение согнутых пальцев модели — один из самых детализированных элементов в картине, повторяет пирамидальную форму головного убора в верхней части портрета.
Глаза модели, опущенные вниз, придают картине смиренности, в отличие от её экстравагантной одежды. Показать благочестие — одна из главных целей ван дер Вейдена. Глаза и нос модели удлинены, нижняя губа сделана более полной при помощи цвета. Некоторые вертикальные линии вокруг губ подчеркнуты, зрачки глаз увеличены, брови немного подняты. Вдобавок к этому, контуры её лица выделены таким методом, что это кажется неестественным и абстрактным, особенно для человека XV века. Этот метод описал историк искусств Эрвин Панофский:

«Рогир сконцентрировался на нескольких существенных чертах, которые он выражает с помощью физиогномики и физиологии — прежде всего линиями»". Высокий лоб и широкий рот модели отражают её страстный, аскетичный характер, наводя на мысли о «нерешённом конфликте в её индивидуальности».